# Elecciones presidenciales de Perú de 1895
Las elecciones presidenciales del Perú de 1895 se realizaron en 1895 siendo elegido presidente del Perú Nicolás de Piérola sin oposición alguna. Sucedieron después de la guerra civil peruana de 1894-1895, en las que fuera derrocado Andrés Avelino Cáceres. Tras esta elección finalizó el periodo conocido como La Reconstrucción Nacional e inicio La República Aristocrática.
| Partido                     | Candidato          | Votos | %    |
| --------------------------- | ------------------ | ----- | ---- |
| Coalición Nacional          | Nicolás de Piérola | 4150  | 100% |
| Votos válidos               |                    | 4150  | 100% |
| Votos inválidos y en blanco |                    | 160   |      |
| Total                       |                    | 4310  |      |